# Diplotaxis fulvus
Diplotaxis fulvus is een keversoort uit de familie bladsprietkevers (Scarabaeidae). De wetenschappelijke naam van de soort is voor het eerst geldig gepubliceerd in 1856 door LeConte.